# دهریاله جالپ
دهریاله جالپ (به انگلیسی: Dharyala Jalap) یک روستا در پاکستان است که در ناحیه جهلم واقع شده‌است.